# Anna Aurora Lombardi
Anna Aurora Lombardi, conosciuta anche come Anna Lombardi (Palmanova, 3 aprile 1956), è una designer italiana, studiosa di storia dell’industria del Friuli Venezia Giulia.
Ha anche usato il nome Anna Lombardi Richardson e lo pseudonimo Kolja Mirakov, mentre altri progetti portano le firme "S.A.D. Società Artisti e Designer" e "Less Design".

## Biografia
Dopo la maturità conseguita al liceo scientifico G. Marinelli di Udine, dal 1975 al 1979 ha studiato Industrial Design all'ISIA Istituto Superiore per le Industrie Artistiche di Roma, in seguito diplomandosi anche in “Design dei Sistemi”. Nel 1983 la specializzazione in “Storia dell'arte e della Cultura in Friuli: l'Ottocento”, ottenuta presso il Centro Regionale di Catalogazione e Restauro di Villa Manin, ha contribuito a formare l'approccio scientifico e l'interesse per la storia dell'industria del Friuli Venezia Giulia. Ha vissuto a Milano (1980-1983), Zurigo (1984-1985), a Londra (1986-1998) prima di stabilirsi definitivamente a Udine.

## Arte e Design
L'attività come designer si è concentrata dapprima sul tema del “decoro” lavorando come assistente di Alessandro Mendini  e successivamente sulla creazione di multipli pittorici esposti in diverse mostre , culminati con l'acquisizione di un'opera da parte della Galleria d'Arte Moderna di Udine “Giovani Artisti per la Fondazione Marangoni”. Come progettista di oggetti, grafica, eventi, ha vinto il concorso indetto dall'Internazionales Design Zentrum Berlin nel 1983 "Progetto tra Good Design e Kitsch"  ed il premio Oderzo Azienda e Design 2004, ha collaborato con importanti aziende italiane come Alessi, Giannini , Trudi, Moroso, Snaidero, Fantoni, oltre ad autoprodurre alcune lampade ed altri oggetti per la casa che sono stati pubblicati in libri  e nelle principali riviste di settore  . Nel 1983 è stata uno dei fondatori di S.A.D. Società Artisti e Designer  e, nel 1993, di Less Design. Dal 1998 ha aperto un proprio studio di design e comunicazione con base prima a Londra e poi a Udine. Nel 2016 ha fondato il MuDeFri, Museo del Design del Friuli-Venezia Giulia, un museo online che racconta le storie di prodotti, designer e aziende legati al territorio tramite mostre virtuali e organizza annualmente Udine Design Week.

## Critica e attività curatoriale
L'interesse per l'aspetto teorico e giornalistico per il design ha accompagnato tutta la sua carriera, prima come corrispondente da Londra per Juliet Art Magazine , poi scrivendo alcuni articoli per i quotidiani locali, Interni Magazine per Panorama  e altre riviste di settore, infine come curatrice di mostre e autrice di libri di storia e critica del design. Il suo contributo investe in particolare la storia dell'industria del Friuli Venezia Giulia, della quale ha approfondito le origini e lo sviluppo di diversi settori produttivi nell'ambito della cultura del progetto.
Dal 2012 è professore a contratto di Storia e Cultura del Design all'ISIA Istituto Superiore per le Industrie Artistiche  , sede di Pordenone. Ha insegnato al Kent Institute of Arts and Design, Chatham (1992-1993); allo IUAV Istituto Universitario Architettura Venezia , facoltà di Disegno Industriale (2007-2011) all'Università di Trieste (2011-2015), facoltà di Ingegneria, facoltà di Architettura, dipartimento di Studi Umanistici .

## Mostre
Tra piccole e grandi, ha curato circa quaranta mostre di Design e organizzato oltre cinquanta convegni, le più significative sono state:
- 100 ANNI DI SEDIE. Friuli 1890-1990: breve storia del design della sedia (1999, Galleria d'Arte Moderna di Udine);
- LEGNO, INDUSTRIA, DESIGN: dagli archivi Fantoni (2003, Chiesa di San Francesco, Civici Musei, Udine)[16];
- EST EST EST (Udine Fiere, 2004), un censimento dei giovani designers dell'Est Europa;
- ACCIAIO DOMANI: saperi, ricerca, futuro (2006, Chiesa di San Francesco Civici Musei, Udine);
- CREACTIVITY e DESIGN:QUALITY FOR LIFE (2007 e 2008, Fiera di Udine);
- UDESIGN, la mappa delle aziende di design in Friuli (2010-2011, Chiesa di San Francesco, Civici Musei, Udine).

## Pubblicazioni
Varie sono state le pubblicazioni: da articoli sul design pubblicati sul Messaggero Veneto di Udine ad articoli comparsi su riviste di settore come Interni e Ottagono. Verso la fine degli anni ottanta, inoltre, è stata corrispondente di Juliet Art Magazine da Londra, mentre più recenti sono le collaborazioni con RAI 3 e Rai Radio FVG.
Tra i libri si annoverano:
- CONVERSAZIONI SUL DESIGN, Campanotto Editore 1998, autori: Anna A. Lombardi, Luigi Molinis, ISBN 88-456-0158-7
- 100 anni di sedie: 1890-1990 breve storia del design della sedia, Campanotto Editore 1999, autori: Anna A. Lombardi, ISBN 88-456-0187-0
- IN-FORM-ACTION, Blue Industry #2, 2001, autori: Anna A. Lombardi
- LEARNING BY DOING, Blue Industry #4, 2002, autori: Anna A. Lombardi
- LEGNO, INDUSTRIA, DESIGN: dagli archivi Fantoni, Silvana Editoriale 2003, autori: Anna A. Lombardi, Jane Pavitt, Anty Pansera, Maurizio Vitta, Raimonda Riccini, Marco Pozzetto, ISBN 88-8215-586-2;
- HIC LICET. STORIA DELLA POZZI GINORI, edizione limitata Pozzi Ginori 2004, autori: Anna A. Lombardi, Philippe Daverio, Vitaliano Pesante, Enrico Finzi;
- ACCIAIO DOMANI: SAPERI, RICERCA, FUTURO, Silvana Editoriale 2006, autori: Anna A. Lombardi, ISBN 88-366-0751-9;
- NANETTI, È DESIGN, Guarnerio Editore 2009, autori: Anna A. Lombardi, ISBN 88-904966-2-2;
- UDESIGN, LA MAPPA DEL DESIGN IN FRIULI, Guarnerio Editore 2011, autori: Anna A. Lombardi, ISBN 978-88-904966-8-4;
- DISTRETTO DELLA SEDIA: DESIGN TRA PASSATO E FUTURO, Franco Angeli Editore 2013, autori: Anna A. Lombardi, ISBN 978-88-204-1923-3.